# Lüdinghausen
Lüdinghausen (plattdeutsch: Lünkhusen oder Lünksel) ist eine Stadt in Nordrhein-Westfalen südwestlich von Münster im Kreis Coesfeld. Lüdinghausen besteht aus seiner Kernstadt und dem Stadtteil Seppenrade.

## Geographie

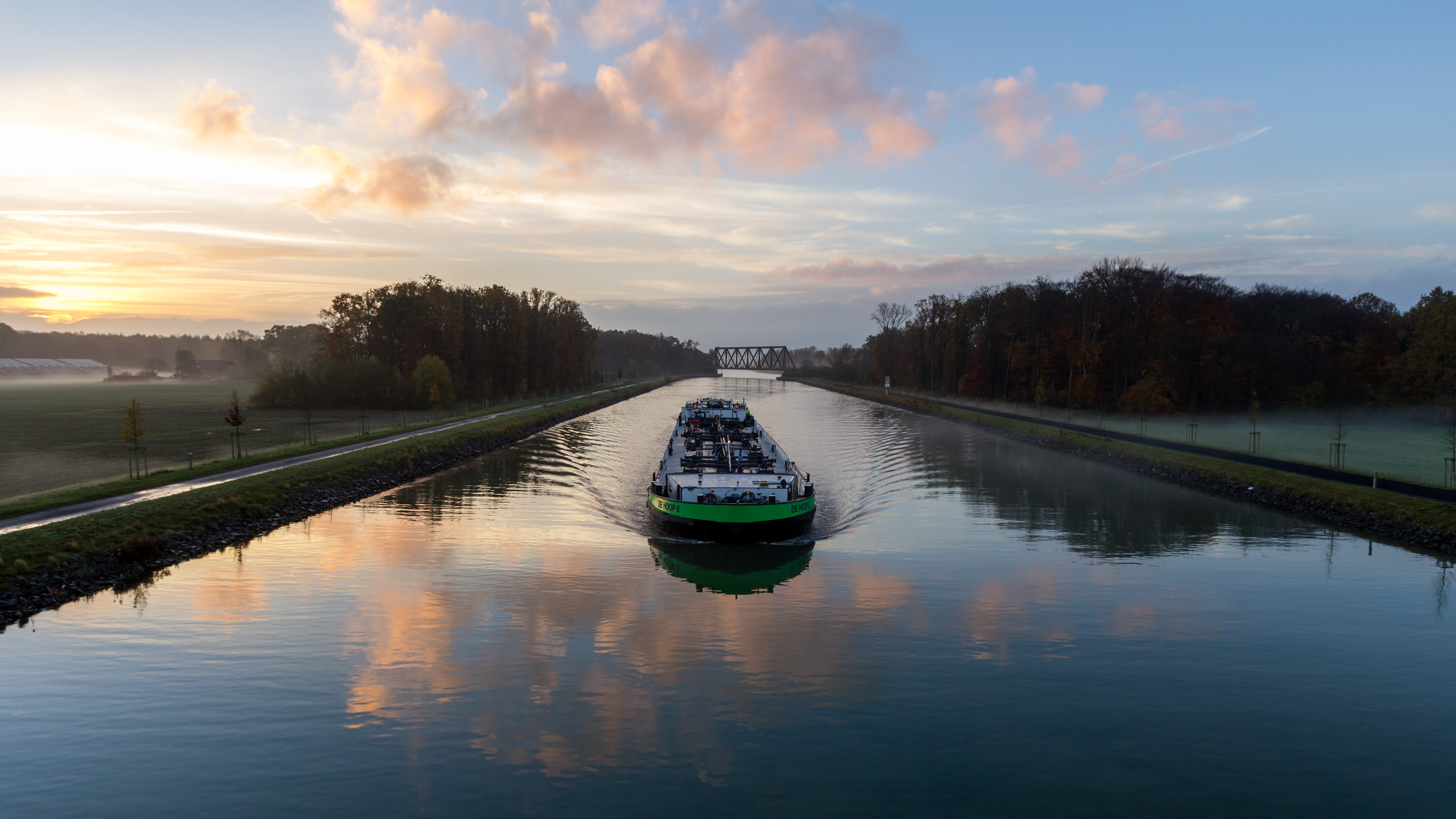
Lüdinghausen, Berenbrock, Dortmund-Ems-Kanal

Lüdinghausen liegt etwa 30 Kilometer nördlich von Dortmund und 20 Kilometer südlich von Münster am Dortmund-Ems-Kanal und an der Stever.

### Nachbargemeinden
Lüdinghausens Nachbargemeinden sind (im Südwesten beginnend) im Uhrzeigersinn Olfen (Kreis Coesfeld), Haltern am See (Kreis Recklinghausen), Dülmen, Senden, Nordkirchen (alle Kreis Coesfeld) und Selm (Kreis Unna).

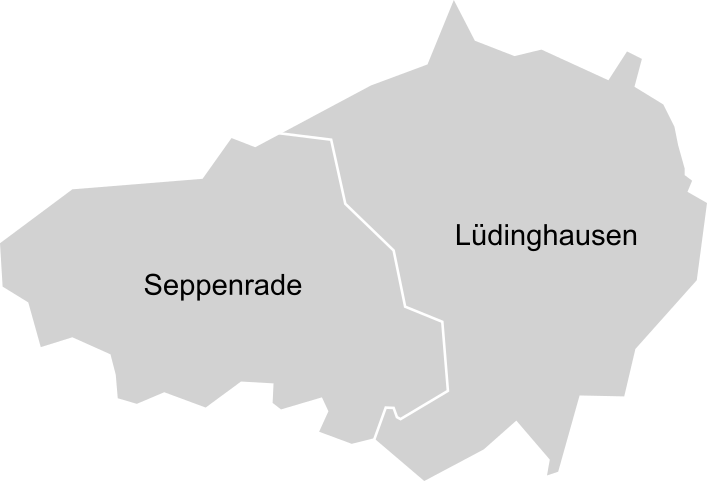
Ortsteile von Lüdinghausen

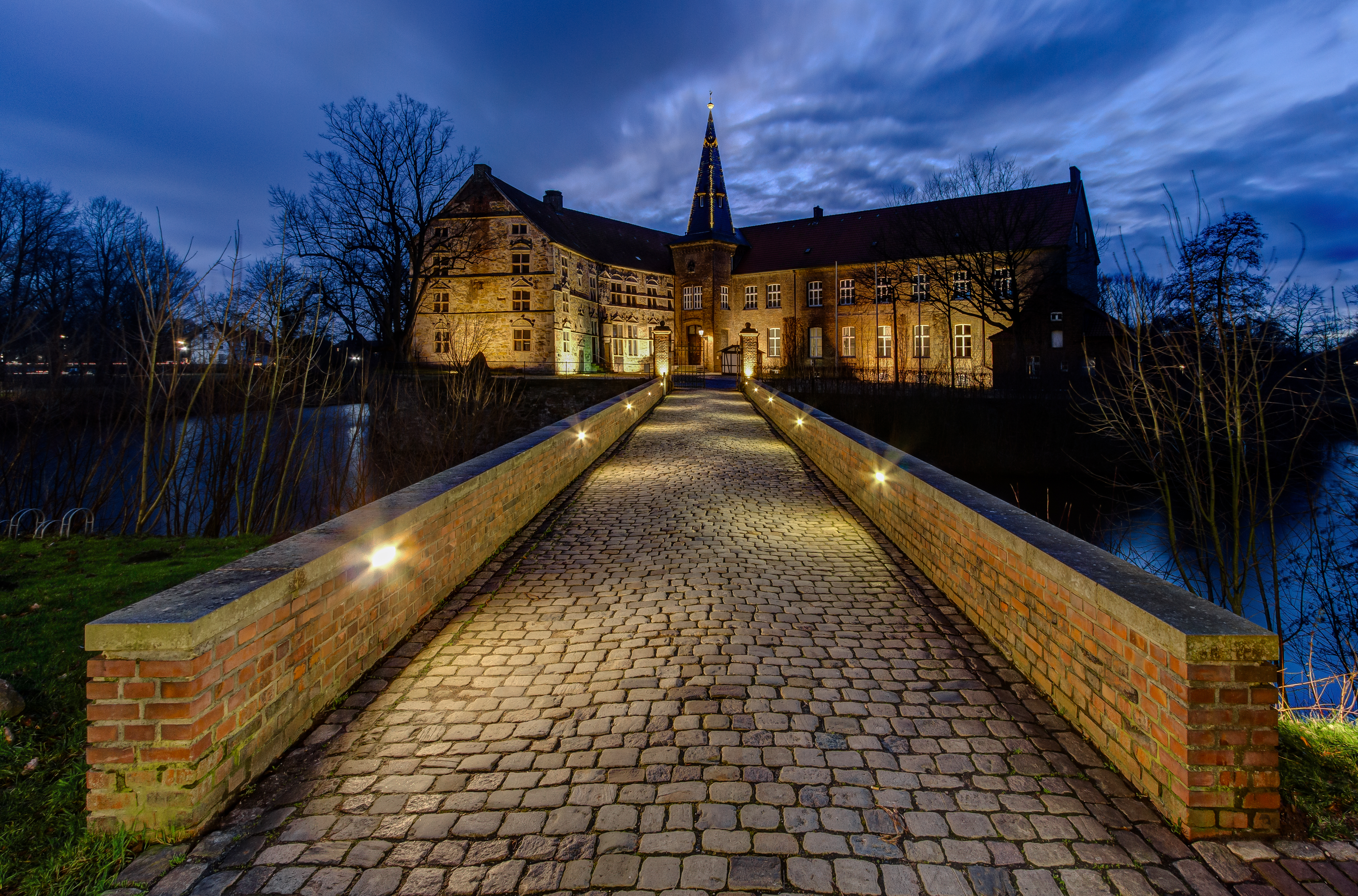
Burg Lüdinghausen

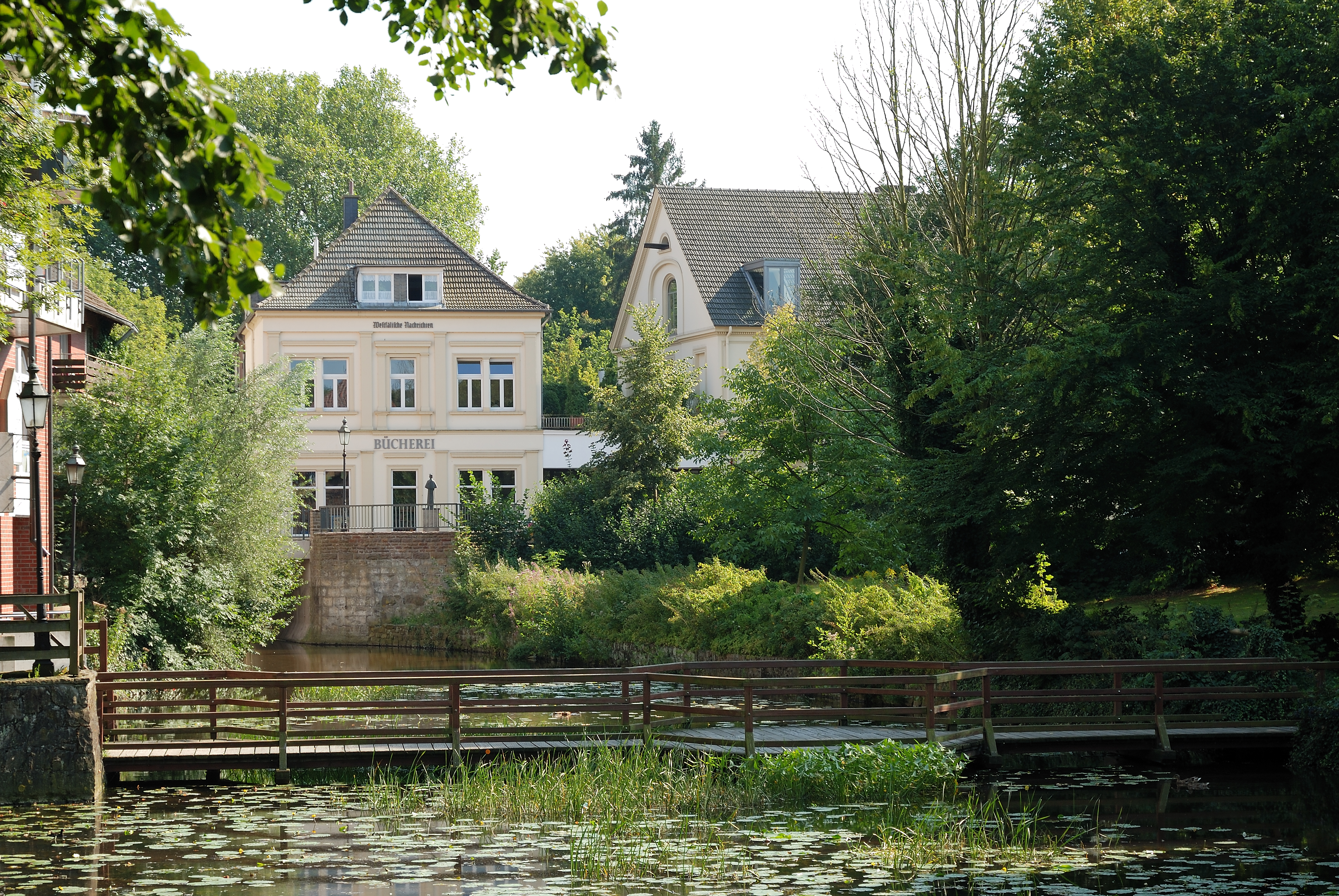
Bücherei Lüdinghausen

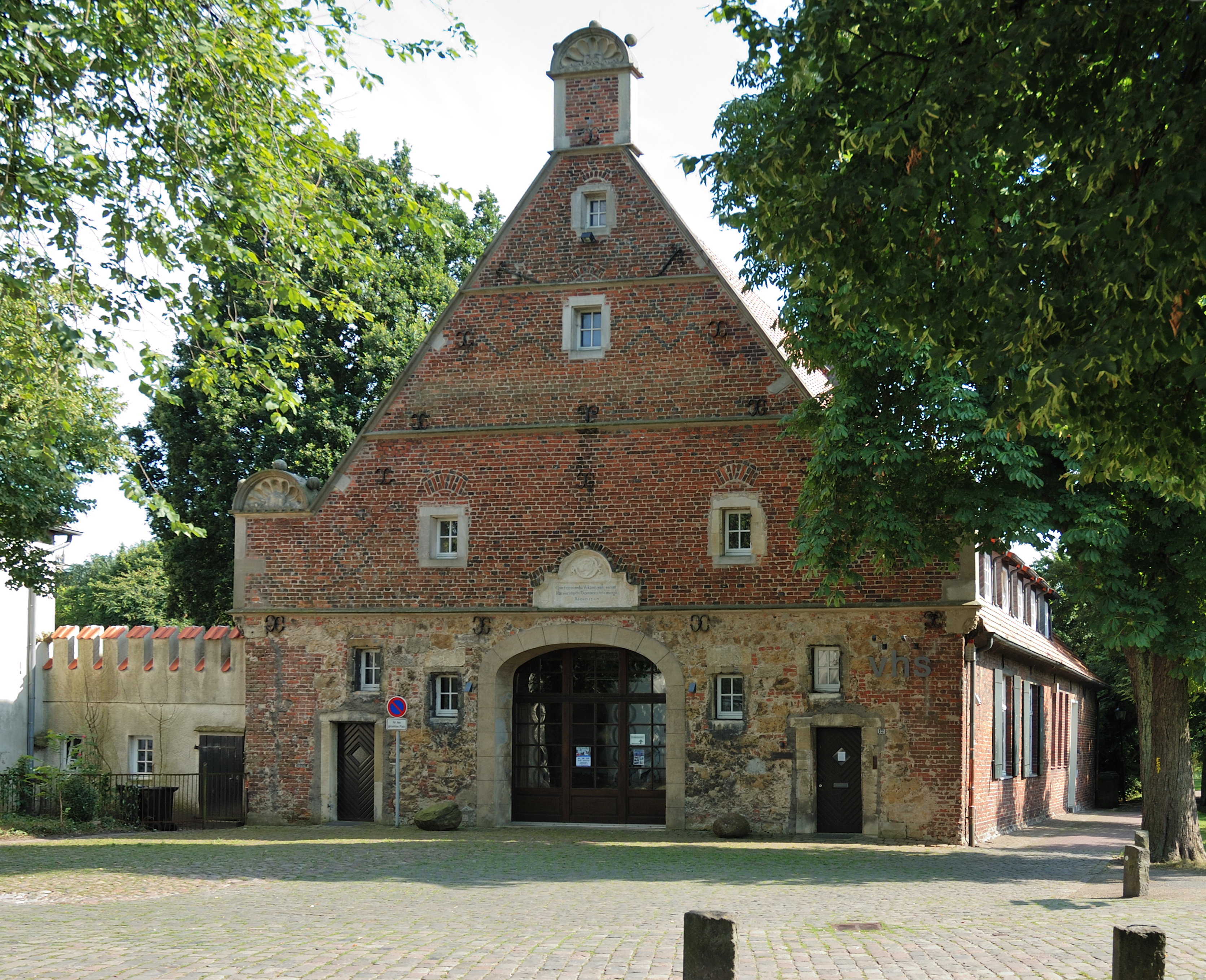
Gebäude der Volkshochschule an der Burg Lüdinghausen

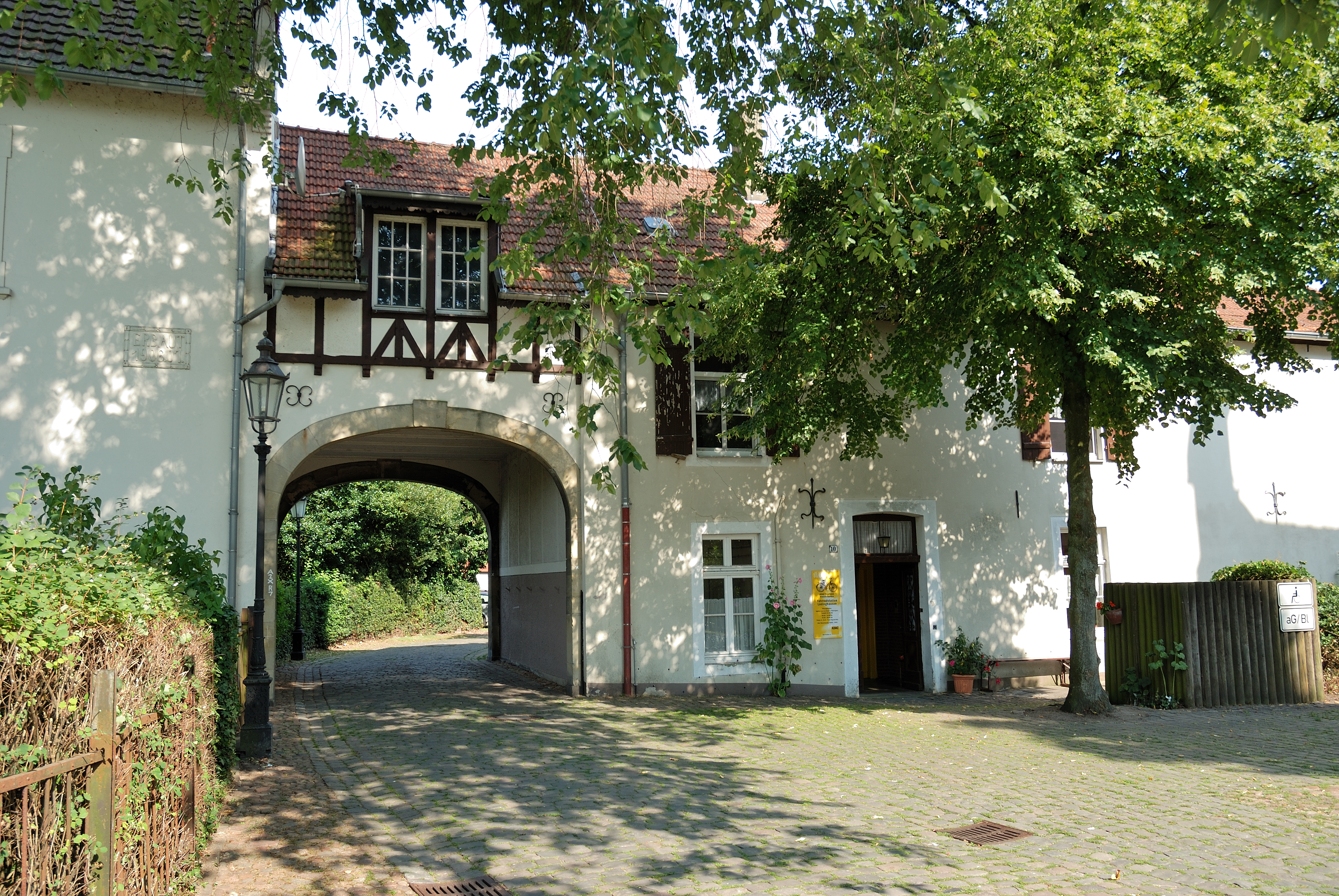
Tordurchgang an der Burg Lüdinghausen

### Stadtteile
Lüdinghausen besteht aus zwei Teilen, der Kernstadt Lüdinghausen (ca. 18600 Einwohner) und Seppenrade (ca. 6600 Einwohner).

### Bauerschaften
Zu Lüdinghausen gehören die Bauerschaften Aldenhövel, Bechtrup, Berenbrock, Brochtrup, Elvert, Ermen, Tüllinghoff und Westrup. Zu Seppenrade gehört die Dorfbauerschaft und die Bauerschaften Emkum, Leversum, Ondrup, Reckelsum und Tetekum.

## Geschichte
Die erste Erwähnung Lüdinghausens als „Ludinchusen“ erfolgte im Jahr 800 anlässlich der Übereignung eines Hofes an den Heiligen Liudger durch Snelhard. Im Jahre 974 erhielt die Siedlung um die zur Abtei Werden gehörende Kirche das Markt- und Münzrecht.
Im Jahre 1309 wurden Lüdinghausen eigenmächtig die Stadtrechte durch die Herren von Lüdinghausen bzw. Lüdinghausen-Wolff verliehen. 1443 gelangte Lüdinghausen an das Hochstift Münster. Im Jahre 1499 verkaufte dieses Stadt und Amt an das Domkapitel Münster.
Im Jahre 1507 wurde mit der Grundsteinlegung der Bau der Felizitaskirche begonnen, die als größte Ortskirche die dicksten massiven Sandsteinsäulen Europas besitzt.
Höhepunkt der Hexenverfolgungen in Lüdinghausen scheint das Jahr 1624 gewesen zu sein, als in einer Hexenprozesswelle in wenigen Monaten mindestens 20 Personen unter dem Verdacht der Hexerei hingerichtet wurden, darunter Bernhard Schwarte, Heidtmann aus Haltern am See und die Frau des Heidtmann aus Haltern am See. Wahrscheinlich lag die Zahl der Opfer höher, da die Akten nur zu einem Teil erhalten sind.
Im Jahre 1803 wurde Lüdinghausen Kreisstadt im neu gebildeten Kreis Lüdinghausen. Sie wurde damals der Stadt Werne vorgezogen. Am 10. Oktober 1832 wurde die gesamte innere Stadt um den Markt durch einen Brand vollständig zerstört. Auch das Rathaus wurde ein Opfer der Flammen. Nur ein Straßenzug am Mühlen- und Langenbrückentor sowie eine Häusergruppe in der Nähe des Münstertors blieben verschont. Nach mehreren kleineren Bränden in den Jahren 1882 und 1883 wurde die Freiwillige Feuerwehr gegründet. Die in den Bauerschaften existierenden Spritzenhäuser wurden aufgelöst, als die Feuerwehr Motorfahrzeuge erhielt.
Im Verlauf der Jahre entwickelte sich Lüdinghausen zu einem Mittelzentrum der umliegenden Orte mit einem Einzugsbereich von 50.000 bis 100.000 Einwohnern. Nach mehreren kleinen Teilausgliederungen am 1. April 1903, am 1. April 1914, im Jahr 1929 und am 1. Januar 1966 wurde die Gemeinde Lüdinghausen-Land am 1. Juli 1969 aufgelöst und in die Stadt eingegliedert. Am 1. Januar 1975 wurde Seppenrade eingemeindet. Da der Kreis Lüdinghausen zum gleichen Termin aufgelöst wurde, verlor die Stadt den Sitz der Kreisverwaltung. Lüdinghausen wurde in den Kreis Coesfeld eingegliedert.

### Eingemeindungen
Bei der kommunalen Neugliederung, die in zwei Schritten durchgeführt wurde, vergrößerte sich die Stadt Lüdinghausen mit Wirkung vom 1. Juli 1969 durch das Gesetz zur Neugliederung von Gemeinden des Landkreises Lüdinghausen um das Gebiet der ehemaligen Gemeinde Lüdinghausen-Land und am 1. Januar 1975 in Folge des Münster/Hamm-Gesetzes um die Gemeinde Seppenrade.

### Einwohnerstatistik
| Jahr | Einwohner |
| ---- | --------- |
| 1998 | 22.290    |
| 1999 | 22.469    |
| 2000 | 22.765    |
| 2001 | 23.227    |
| 2002 | 23.504    |
| 2003 | 23.745    |
| 2004 | 23.945    |

| Jahr | Einwohner |
| ---- | --------- |
| 2005 | 24.097    |
| 2006 | 24.200    |
| 2007 | 24.200    |
| 2008 | 24.183    |
| 2009 | 24.196    |
| 2010 | 24.195    |
| 2011 | 23.544    |

| Jahr | Einwohner |
| ---- | --------- |
| 2012 | 23.569    |
| 2013 | 23.672    |
| 2014 | 23.921    |
| 2015 | 24.263    |
| 2016 | 24.556    |
| 2017 | 24.550    |
| 2022 | 25.259    |

### Konfessionsstatistik
Laut Zensus 2011 waren 63,0 % Einwohner katholisch und 18,7 % evangelisch. 18,3 % gehörten anderen Konfessionen oder Religionsgemeinschaften an oder waren konfessionslos. Der Anteil der Protestanten und Katholiken an der Gesamtbevölkerung ist seitdem jährlich um 1 Prozentpunkt gesunken. Gemäß dem Zensus 2022 waren 52,8 % der Einwohner katholisch, 16,5 % evangelisch, und 30,7 % waren konfessionslos, gehörten einer anderen Glaubensgemeinschaft an oder machten keine Angabe.
Laut kirchliche Statistik waren 2018 von den 24.590 Einwohnern 57,1 % (14.250) Katholiken.

## Religion
In Lüdinghausen gibt es eine katholische, eine evangelische und eine neuapostolische Kirche sowie eine Gemeinde der Zeugen Jehovas. Die katholischen Kirchengemeinden St. Felizitas und St. Ludger haben beim Pfingstfest 2007 zur Kirchengemeinde St. Felizitas fusioniert, 2017 wurde die St.-Ludger-Kirche profaniert und an die freie Christengemeinde „Gottes Wort“ verkauft. Im Ortsteil Seppenrade gibt es eine katholische und eine evangelische Kirche.
Ferner hat Lüdinghausen neben einem Provinzialatssitz der Franziskanerinnen von der Buße und der christlichen Liebe auch eine Moschee für die Anhänger der islamischen Glaubensrichtungen.

## Politik

### Stadtrat
| Jahr | CDU    | SPD    | Grüne1 | UWG    | FDP   |
| ---- | ------ | ------ | ------ | ------ | ----- |
| 1975 | 70,3 % | 26,5 % |        |        | 3,2 % |
| 1979 | 65,9 % | 31,1 % |        |        | 3,0 % |
| 1984 | 60,9 % | 25,6 % | 09,9 % |        | 3,6 % |
| 1989 | 54,7 % | 25,9 % | 11,8 % |        | 7,6 % |
| 1994 | 55,5 % | 27,1 % | 13,6 % |        | 3,7 % |
| 1999 | 62,9 % | 23,4 % | 09,1 % |        | 4,6 % |
| 2004 | 55,3 % | 21,4 % | 13,9 % |        | 9,5 % |
| 2009 | 46,5 % | 15,5 % | 14,2 % | 13,9 % | 9,9 % |
| 2014 | 44,9 % | 23,4 % | 13,3 % | 12,2 % | 6,2 % |
| 2020 | 49,4 % | 16,1 % | 23,8 % | 03,4 % | 7,3 % |

| Jahr       | CDU | SPD | Grüne | UWG | FDP | Gesamt |
| Sitze 2014 | 15  | 8   | 5     | 4   | 2   | 34     |
| Sitze 2020 | 17  | 5   | 8     | 1   | 3   | 34     |

1 Grüne: 1984 und 1989: Grüne, ab 1994: B’90/Grüne
In der Liste sind nur Parteien und Wählergemeinschaften aufgeführt, die mindestens 1,95 Prozent der Stimmen bei der jeweiligen Wahl erhalten haben.
Bürgermeister der Stadt Lüdinghausen ist seit dem 1. November 2020 Ansgar Mertens.

### Wappen
Blasonierung: „In Gold eine rote Glocke, links oben begleitet von einem roten Ammoniten.“
Im neuen, seit 1982 gültigen Wappen sind Symbole der alten genehmigten Wappen von Lüdinghausen und Seppenrade aufgenommen und zu einer sinnvollen Symbiose vereinigt.
Die Glocke als Wappenzeichen geht über viele Jahrhunderte zurück. Sie findet sich zum Beispiel auf mehreren Münzen aus der Münzstätte Lüdinghausen um 1308 im Schilde des letzten Ritters von Lüdinghausen, Ludolf, und im Siegel der Stadtrichter von 1441.
Über die Herkunft der Glocke in dem Wappen wird angenommen, die Glocke sei schon vor der Stadtgründung das Wappen der Ritter von Lüdinghausen gewesen; Ludolf als Oberherr des Ortes habe das Stadtzeichen mit in sein Wappen aufgenommen; die Sagen vom Glockenkolk und vom Selbstläuten der Glocken bei der Ankunft der Leiche des hl. Liudgerus in Lüdinghausen hätten die Veranlassung für das Symbol der Glocke gegeben; mit dem Namen „Lüdinghausen“ habe die Glocke nichts zu tun. Die Darstellung des Ammoniten führt zurück auf die 1877 und 1895 in Seppenrade gefundenen Versteinerungen von Riesenammoniten, einer mit einem Durchmesser von etwa 1,80 m; er gilt als der weltweit größte je gefundene Ammonit.

### Städtepartnerschaften
Die Stadt Lüdinghausen pflegt Partnerschaften mit den Städten
- Taverny (Frankreich)
- Nysa (Polen)

Während des Lüdinghauser Stadtfestes am 17. September 2022 gründeten Bürgermeister Ansgar Mertens und Bürgermeister Bogdan Stanislavskyi eine Städtefreundschaft zwischen den Städten Kolomyja (Ukraine) und Lüdinghausen. Die Stadt Lüdinghausen unterstützt seit Ausbruch des Krieges gegen die Ukraine die Partnerstadt Nysa in Polen und die Stadt Kolomyja in der Ukraine in besonderer Weise bei der Bewältigung der Kriegsfolgen.

## Kultur und Sehenswürdigkeiten

### Museen
In der Burg Vischering befinden sich Ausstellungsräume des Kreises Coesfeld, die temporär von verschiedenen Künstlern genutzt werden. So wurden im Jahr 2018 beispielsweise Werke von Leon Löwentraut gezeigt. In der Hauptburg befindet sich eine neu konzipierte kulturhistorische Dauerausstellung, die die Geschichte der Burg Vischering von ihrer Gründung 1271 bis in die Gegenwart beleuchtet. Außerdem wird die Schlösser- und Burgenlandschaft Münsterland dargestellt.
In der Burg Lüdinghausen befinden sich ebenfalls Ausstellungsräume, in denen oftmals Kunst aufstrebender Künstler gezeigt wird. Außerdem ist die Burg Aufführungsort für verschiedene Theaterstücke und kulturelle Ereignisse.

### Bauwerke
Lüdinghausen ist als die Dreiburgenstadt bekannt. Sehenswert sind insbesondere die Wasserburg Lüdinghausen und die Burg Vischering. Die dritte Burg innerhalb der Stadt ist die Burg Wolfsberg. Im Umland gibt es noch sechs weitere Burgen, die nach der Kreisreform zum Stadtgebiet gehören, die bekannteste ist die Burg Kakesbeck.
- katholische Pfarrkirche St. Felizitas (benannt nach der heiligen Felicitas)
- evangelische Pfarrkirche, neugotischer Bau mit Westturm, 1859 geweiht
- Rathaus (sogenannte Borg), klassizistischer Backsteinbau mit Mittelrisalit, 1844–1845 als Stadt-, Landgericht und Rathaus erbaut
- Hakehaus, ehemaliges Armenhaus, Wolfsberger Straße. Fachwerkbau von 1648, in den 1930er Jahren umgebaut, heute Schülercafé, Blaupause und Jugendgruppenräume
- Hof Grube, Tetekum 39 (südlich des Stadtkerns von Lüdinghausen), ältestes Bauernhaus Westfalens. Erstmals im Jahre 1339 urkundlich erwähnt, ist der Hofname Grube nicht nur in Lüdinghausen (Kreis Coesfeld) immer noch ein Begriff. Herzstück der Anlage ist das 32 Meter lange Haupthaus, das im Kern ein Fachwerk-Hallenbau mit einer Vierständerkonstruktion ist. Wissenschaftlichen Untersuchungen zufolge wurde das Holz für diesen Bau 1517 geschlagen. Dieses Gebäude ist damit der älteste bekannte Vierständerbau und das älteste bekannte Bauernhaus Westfalens.[15][16]

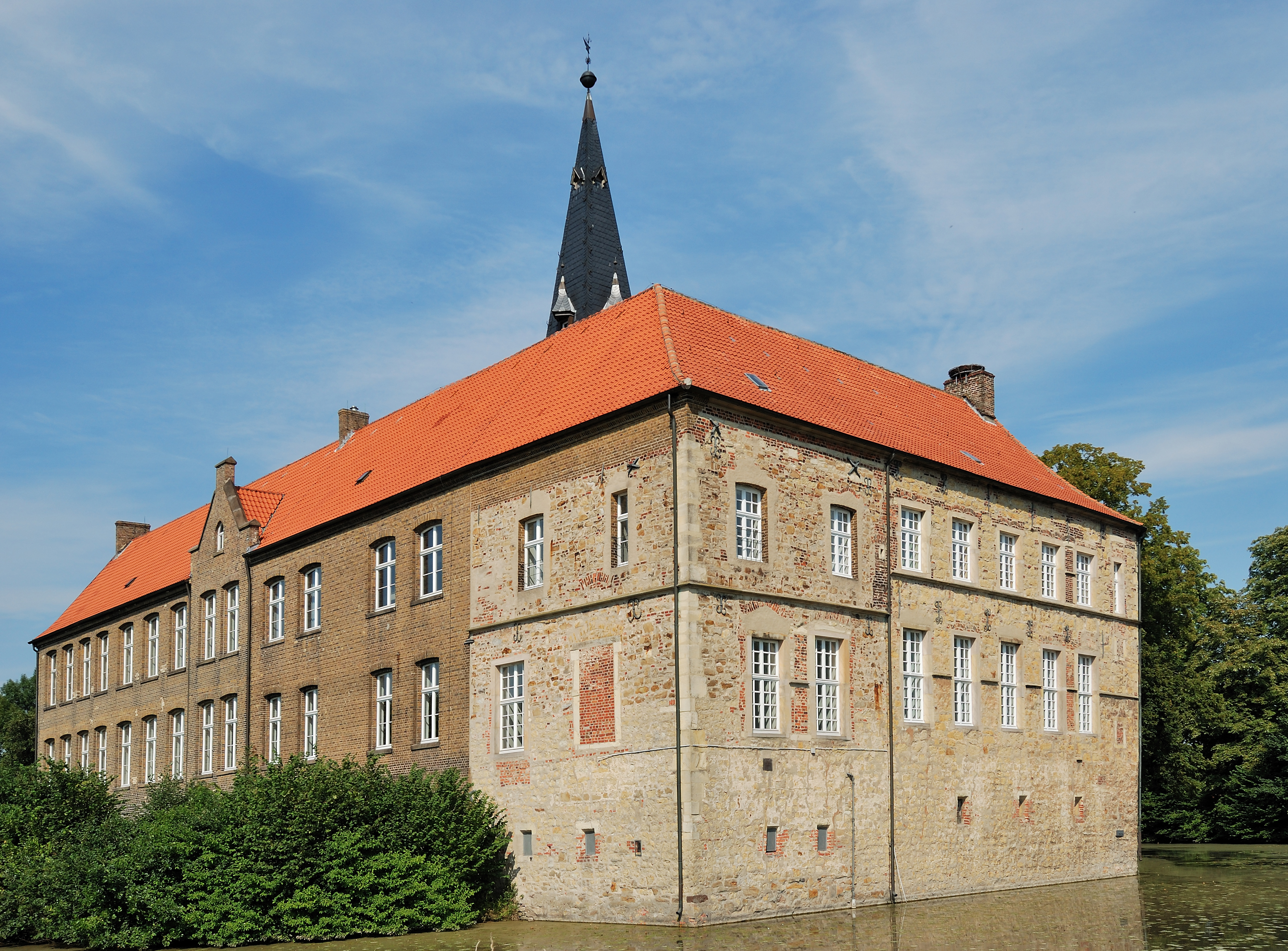
Wasserburg Lüdinghausen
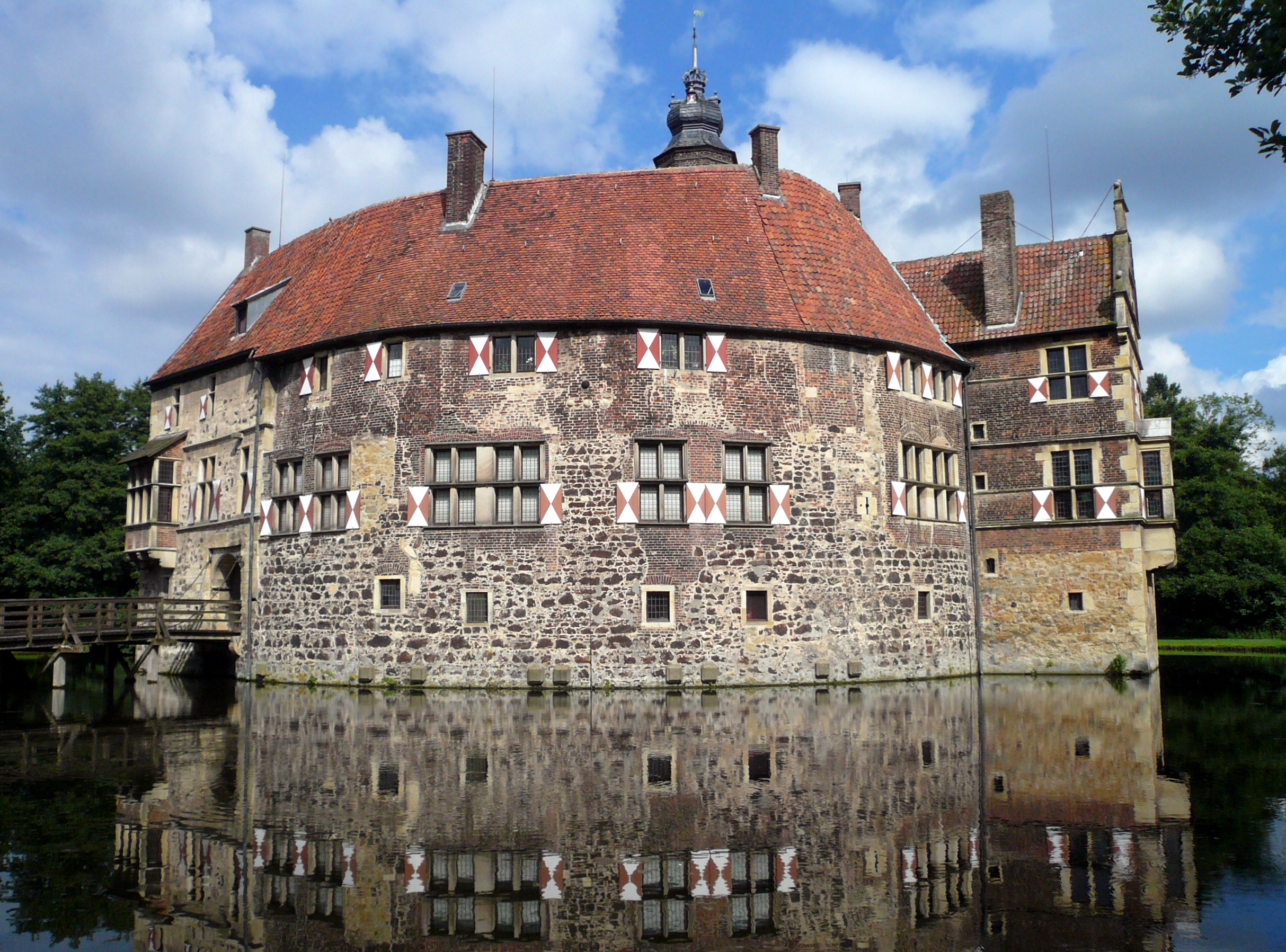
Burg Vischering bei Lüdinghausen
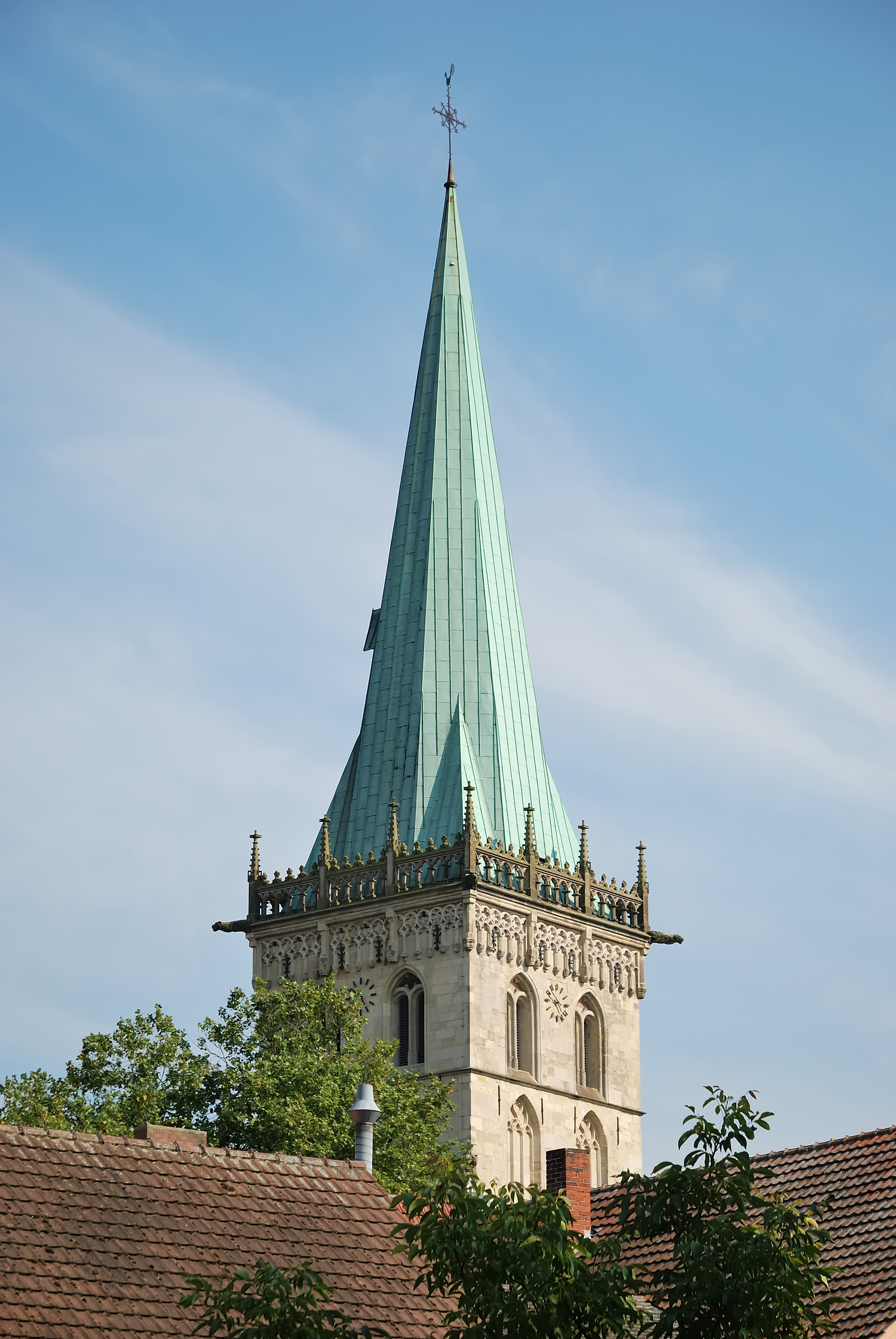
Turm der St.-Felizitas-Kirche
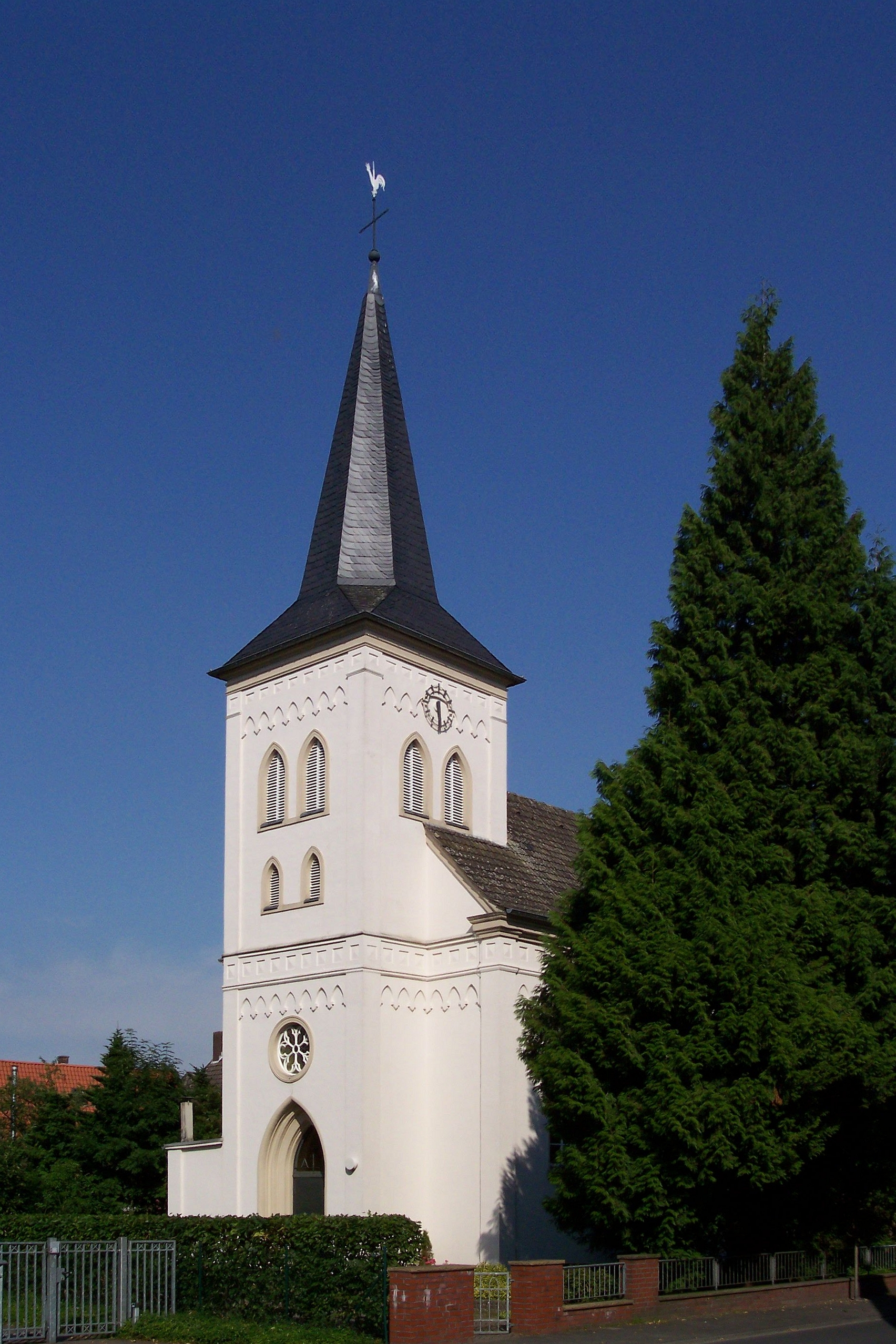
Evangelische Pfarrkirche
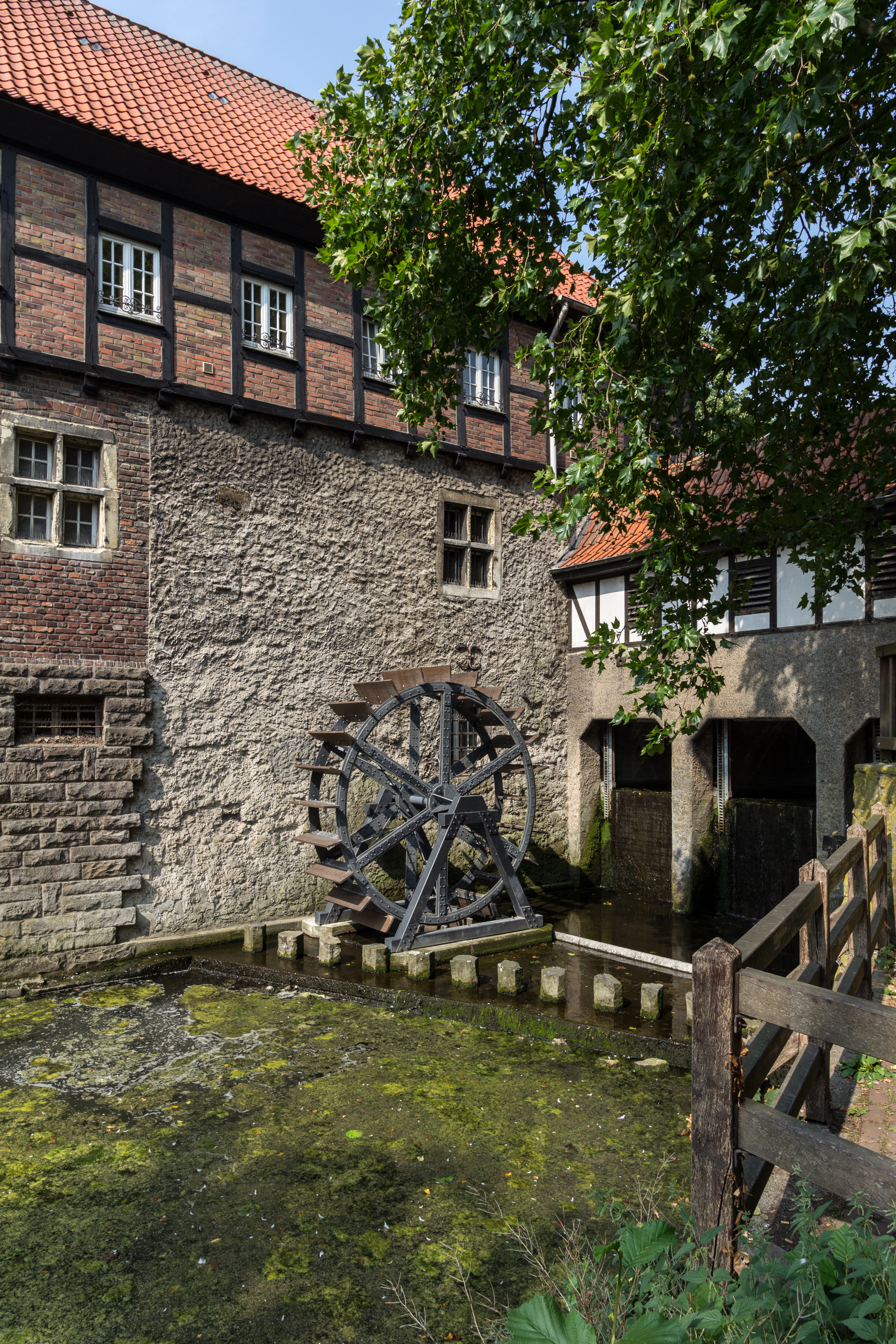
Borgmühle
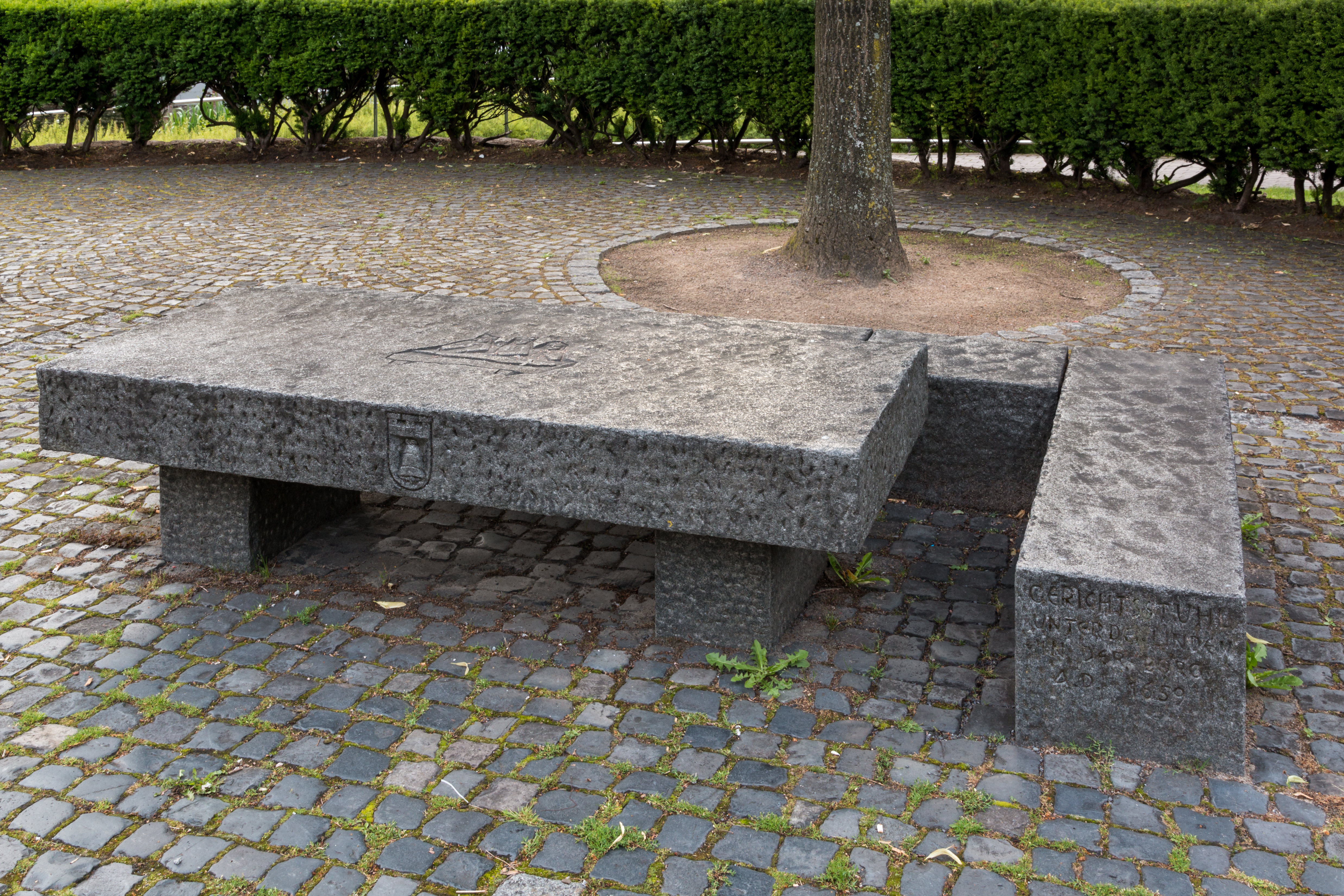
Femegerichtsstuhl
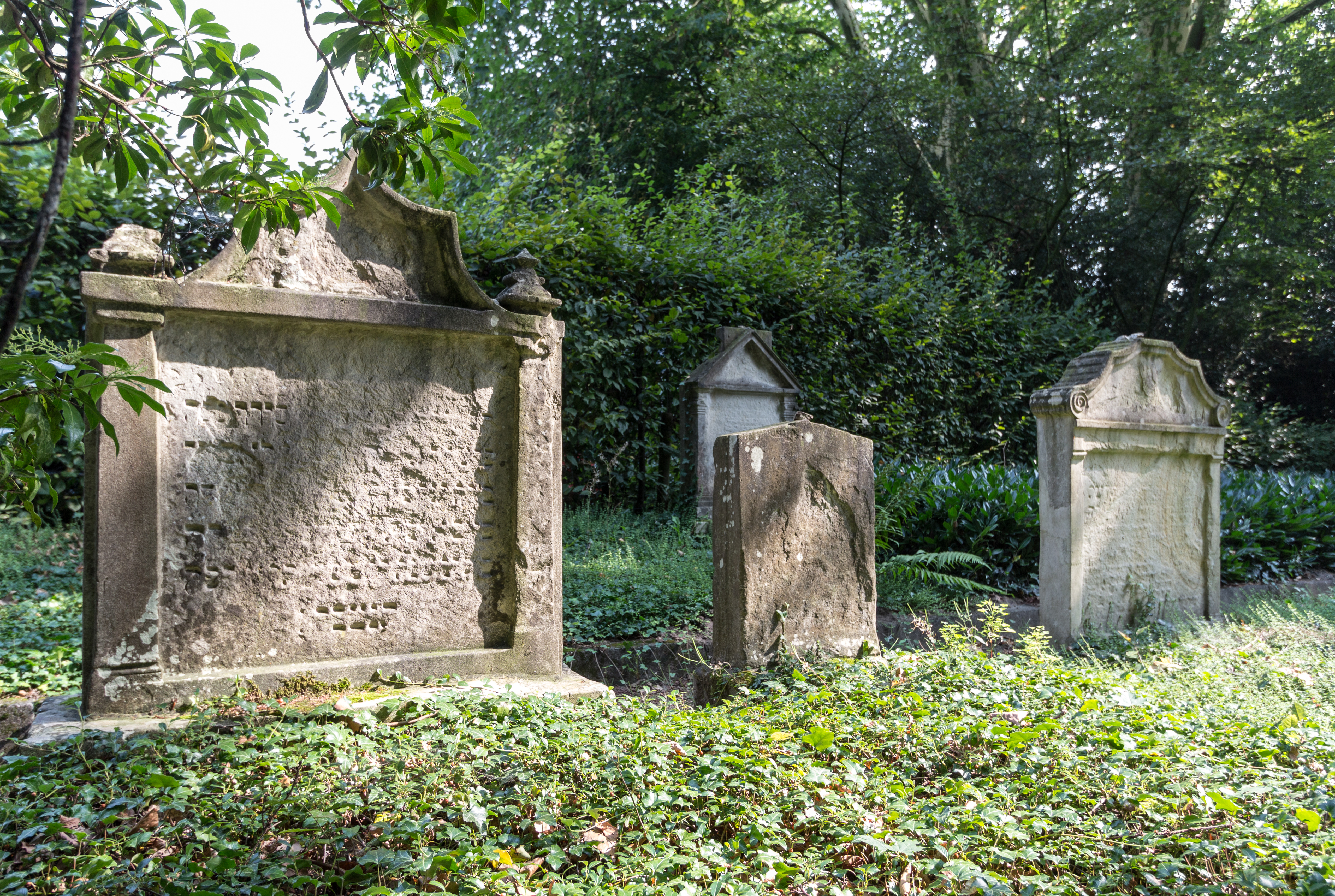
Jüdischer Friedhof
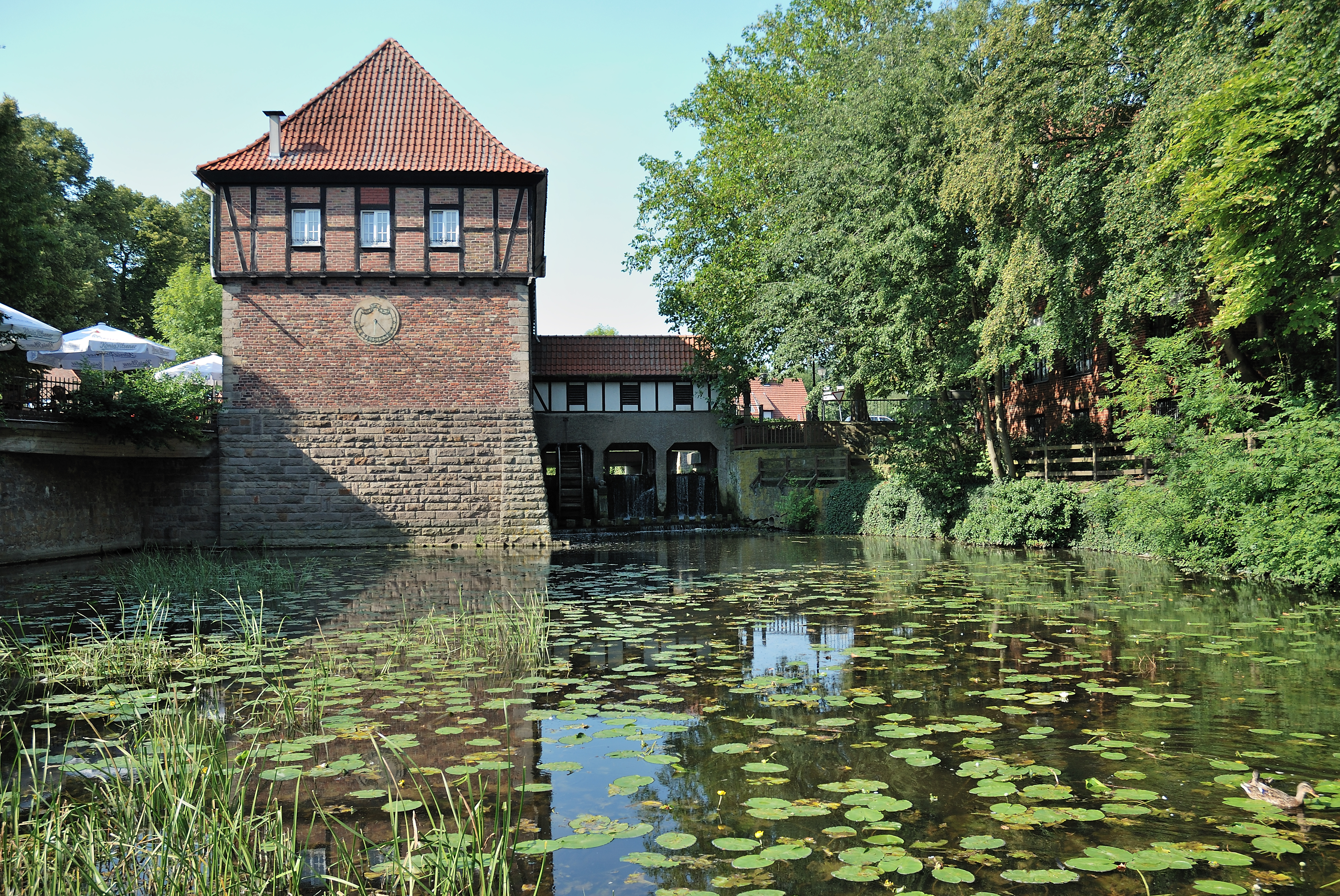
Die Wassermühle an der Stever in Lüdinghausen

### Parks
Der Rosengarten im Ortsteil Seppenrade befindet sich auf einer ehemaligen Mülldeponie. Dort gedeihen 24.000 Rosen von 600 Sorten. Weitere Parks befinden sich rund um die drei Wasserburgen in Lüdinghausen und Umgebung. Besonders sehenswert ist der Park Taverny (siehe Städtepartnerschaften) bei der Burg Lüdinghausen, der über einen 2018 angelegten modernen Park mit der Burg Vischering verbunden ist. Der Park rund um die Burg Lüdinghausen ist besonders im Frühling und Sommer Treffpunkt für viele Besucher. Es gibt einen Boule-Platz und Möglichkeiten zum Picknicken.

### Sehenswertes
Die mittelalterliche Stadt ist mit Burgen, Kirchen und gut ausgebauten Fahrradwegen in den vergangenen Jahren verstärkt Anlaufziel für Urlauber geworden.

### Sonstiges
In Seppenrade wurde 1895 in einem Steinbruch der damals weltgrößte Ammonit gefunden (3,5 t schwer, 0,4 m dick, 1,95 m Durchmesser). Zuvor wurde bereits ein etwas kleinerer, aber auch beachtlicher Ammonit im gleichen Steinbruch entdeckt. Beide Originale sind im LWL-Museum für Naturkunde in Münster aufgestellt. Die Art wurde mit dem Namen ihres Fundortes bedacht: Parapuzosia seppenradensis.

## Wirtschaft und Infrastruktur

### Verkehr

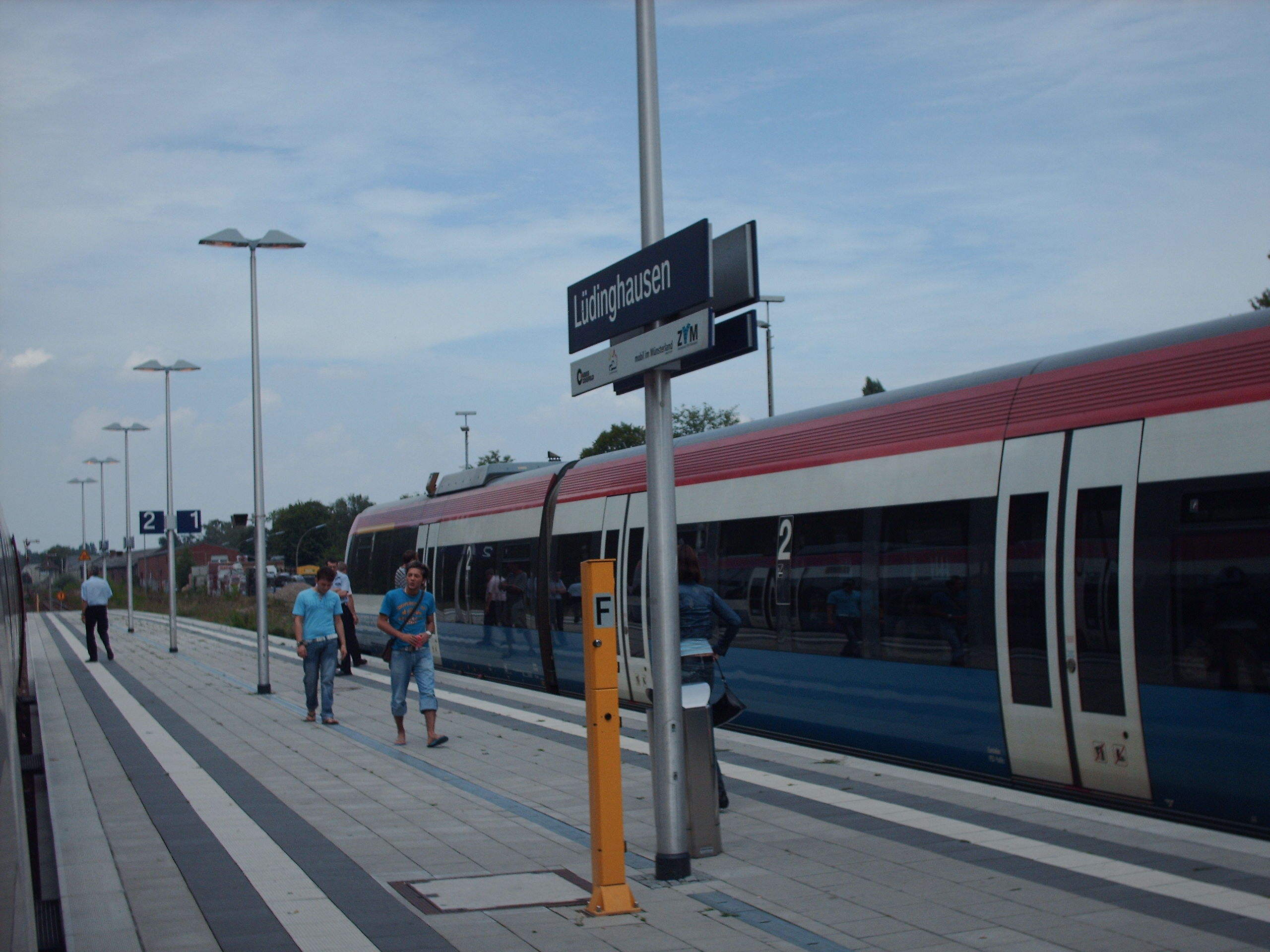
Bahnhof Lüdinghausen (2007)

Direkte Bahnverbindungen bestehen am Bahnhof Lüdinghausen über die Bahnstrecke Dortmund–Gronau mit der RB 51 (Westmünsterlandbahn) nach Lünen/Dortmund sowie Dülmen/Coesfeld/Gronau/Enschede (NL).
| Linie | Verlauf | Takt                                              |
| ----- | --- | ------------------------------------------------- |
| RB 51 | Westmünsterland-Bahn: Dortmund Hbf – Dortmund-Kirchderne – Dortmund-Derne – Lünen-Preußen – Lünen Hbf – Bork (Westf) – Selm-Beifang – Selm – Lüdinghausen – Dülmen – Lette (Kr Coesfeld) – Coesfeld (Westf) – Rosendahl-Holtwick – Legden – Ahaus – Epe (Westf) – Gronau (Westf) – Glanerbrug – Enschede De Eschmarke – Enschede Stand: Fahrplanwechsel Dezember 2023 | 60 min 20/40 min (Dortmund–Lünen, nicht sonntags) |

Folgende Busverbindungen bestehen unter der Woche stündlich:
| Linie | Verlauf | Takt                                          | Betreiber                    |
| ----- | --- | --------------------------------------------- | ---------------------------- |
| R19   | Lüdinghausen – Selm – Bork – Lünen | 30 min (Mo–Fr), 60 min (Sa–So)                | Regionalverkehr Münsterland  |
| R53   | Lüdinghausen – Nordkirchen – Capelle | 90 min                                        | Euregio-Verkehrsgesellschaft |
| R66   | Lüdinghausen – Ascheberg – Drensteinfurt | 60 min (Mo–Fr), 120 min (Sa)                  | Regionalverkehr Münsterland  |
| S90   | Münster (Westf) Hbf – Senden – Lüdinghausen – Seppenrade – Olfen – Datteln                                                                                             | 60 min (Mo–Sa), 120 min (So)                  | Regionalverkehr Münsterland  |
| S91   | Vestische Kinderklinik – Beisenkampsiedlung – Datteln Bus Bf – Hauptfriedhof – Natrop – Brauckmann am Brink – Olfen – Rechede – Tetekum – Seppenrade – Lüdinghausen Bf | 60 min                                        | Vestische / RVM              |
| X90   | Münster (Westf) Hbf – Senden – Lüdinghausen – Olfen | 30 min (Mo–Fr), 60 min (Sa), 120 min (So)     | Regionalverkehr Münsterland  |
| N4    | Münster (Westf) Hbf – Senden – Ottmarsbocholt – Lüdinghausen | Eine Fahrt (Fr auf Sa LH→MS), 120 min (Fr–So) | Regionalverkehr Münsterland  |

Alle Buslinien enden am Busbahnhof.
Die Stadt ist Schnittpunkt der Bundesstraßen 58, 235 und 474. Über diese Straßen können die Bundesautobahnen 1, 2 und 43 erreicht werden.
In den Borkenbergen liegt der zu Lüdinghausen gehörende Flugplatz Borkenberge.

### Radfernwege
Die Stadt ist an eine Reihe von Fernradwegen angebunden:
- Die Dortmund-Ems-Kanal-Route ist ein rund 350 km langer und nahezu steigungsfreier Radfernweg, der das Ruhrgebiet mit der Nordseeküste verbindet.
- Die Deutsche Fußballroute NRW ist eine 850 km lange Erlebnis-Radroute zum Thema Fußball in Nordrhein-Westfalen.
- Das ca. 960 km lange Radwegenetz der 100-Schlösser-Route schlängelt sich weitgehend abseits von Autostraßen von Burgen zu Wasserschlössern, Herrensitzen und Gräftenhöfen, Schlossparks und Bauerngärten, Klöstern und Kirchen, insgesamt werden deutlich mehr als die namensgebenden 100 Bauwerke angesteuert.
- Die Pilgerroute (D-Netz-Route D7) führt über ca. 1065 Kilometer als Radfernweg von Flensburg nach Aachen. Sie ist der deutsche Abschnitt der EuroVelo-Route Pilger-Route (EV3).

### Ansässige Unternehmen
Wichtige Unternehmen in Lüdinghausen sind die Karl-Heinz Bertelsbeck GmbH, das Maggi-Werk der Nestlé Deutschland AG und das Versandhandelsunternehmen Askari Sport. Ferner befinden sich in Lüdinghausen die Euro-Alkohol (eal) sowie die Kleffmann Marktforschung.

### Bildung
Neben dem Richard-von-Weizsäcker-Berufskolleg und der Sekundarschule gibt es zwei Gymnasien in Lüdinghausen: das Gymnasium Canisianum (in privater Trägerschaft) und das St.-Antonius-Gymnasium. Die Gemeinschaftshauptschule Lüdinghausen und die Realschule Lüdinghausen wurden im September 2020 aufgelöst und zur Sekundarschule zusammengelegt. Lüdinghausen hat mit der Ludgerischule (Tüllinghofer Straße) und der Ostwallschule (Ostwall) zwei Grundschulen. Seppenrade hat eine Grundschule (Marienschule).
Lüdinghausen ist der Sitz des Musikschulkreises Lüdinghausen, eines Zusammenschlusses der Musikschulen Lüdinghausen, Nordkirchen, Olfen, Senden und Werne in Trägerschaft der Stadt Lüdinghausen.
Auch das Biologische Zentrum Kreis Coesfeld hat seinen Sitz in Lüdinghausen.

### Digital
An vielen Plätzen und Orten in Lüdinghausen ist ein offenes, nicht-kommerzielles WLAN Netz ohne Passwort über Freifunk verfügbar. Abgedeckt sind zum Beispiel viele Bereiche in der Innenstadt und bei den Burgen. Seit Dezember 2022 gibt es zudem in der Innenstadt, am Rathaus, in der Borg und im Parc de Taverny bis zur Burg Lüdinghausen ein kostenloses WLan-Netz (Netzwerkname „FreeWiFi - LH“).

## Sport und Freizeit
In Lüdinghausen gibt es eine Vielzahl an Sportvereinen für verschiedene Interessengruppen. Besonders hervorzuheben ist der Großsportverein SC Union 08 Lüdinghausen mit einer großen Bandbreite an Sportabteilungen (z. B. Fußball, Volleyball, Tischtennis, Basketball). Die 1. Badmintonmannschaft des SC Union spielt in der Ersten Bundesliga und wurde 2014 erstmals deutscher Mannschaftsmeister. Daneben existiert in Seppenrade der SV Fortuna 26 mit etwa 1100 Mitgliedern. Neben einem Breitensportangebot wird dort hauptsächlich Fußball gespielt. Aber auch andere Sportarten sind in Lüdinghausen mit zwei Tennisvereinen, dem TC 77 Seppenrade und dem Traditionsverein TC Blau-Gold e. V. Lüdinghausen, dem Judo-Club Lüdinghausen sowie einem Karate-Verein. Es gibt auch mehrere Reitsportvereine wie den LZRFV Seppenrade und den RV Lüdinghausen und den Hof Elverter Heide. Ein weiterer sehr erfolgreicher Verein ist der Ruderverein Lüdinghausen (RVLH).
Für den Motorsport befindet sich im Südosten der Westfalen-Ring, das Stadion für den Bahnsport.
Jährlich am Himmelfahrtstag findet das traditionelle Grasbahnrennen des AMSC Lüdinghausen unter Mithilfe des ADAC statt. Lokalmatadore sind die Lüdinghausener Christian „Hülse“ Hülshorst und Jens Klein mit ihren methanolbefeuerten 500er-Bahnsport-Motorrädern. Von 2007 bis 2012 fand jährlich das Festival Area4 am nahegelegenen Flugplatz Borkenberge statt.

## Persönlichkeiten der Stadt Lüdinghausen

### In Lüdinghausen geboren
Auflistung chronologisch nach Geburtsdatum:
- um 1590, Bernhard Schwarte, † 11. Juli 1624 in Lüdinghausen, war ein Opfer der Hexenverfolgungen in Lüdinghausen
- 1652, 9. Juni, Christoph Heidenreich Droste zu Vischering, † 1723, Amtsdroste in den Ämtern Ahaus und Horstmar
- 1661, 20. August, Gregor Waltmann, † 6. November 1739 im Kloster Liesborn, Abt des Klosters Liesborn
- 1793, 16. Mai, Ignatz Hülswitt, † 20. Januar 1832 in Münster, Reiseschriftsteller, plagiierte John R. Jewitt
- 1859, 22. Juli, Johannes Kriege, † 28. Mai 1937 in Berlin-Dahlem, Jurist und Politiker (DVP)
- 1863, 24. April, Wilhelm Farwick, † 27. Oktober 1941 in Aachen, Oberbürgermeister der Stadt Aachen von 1916 bis 1928
- 1869, 5. April, Karl Wagenfeld, † 19. Dezember 1939 in Münster, Schriftsteller
- 1876, 5. April, Heinrich Jansen, † 16. September 1945 in Warburg, Gutsbesitzer und Landrat des Kreises Brilon
- 1877, 3. Dezember, Oskar Wentrup, † 25. Juni 1958 in Montabaur, Politiker (Zentrum) und Mitglied der verfassungsgebenden preußischen Landesversammlung
- 1896, 24. März, Josef Wedewer, † 28. Dezember 1979 in Lüdinghausen, Maler und Kunsterzieher
- 1920, 25. Februar, Engelbert Friedhoff, † 17. August 2008 in Wipperfürth, Chirurg, Pionier des Notarzt- und Rettungswesens
- 1929, 11. August, Ewald Döpper, † November 1994, Landwirt, bekannt als „Bauer Ewald“
- 1932, 2. Februar, Franz Kamphaus, † 28. Oktober 2024 in Aulhausen, Bischof von Limburg
- 1936, 22. Januar, Bernd Strasser, Wasserballspieler
- 1942, 15. September, Heiner Thade, Moderner Fünfkämpfer
- 1943, 8. April, Linde Fulda, Schauspielerin
- 1945, 7. Juni, Bernd Schwering, Maler und Grafiker
- 1946, 10. Oktober, Marie Theres Fögen, † 18. Januar 2008 in Zürich, Rechtshistorikerin
- 1949, 17. Dezember, Michael Schnaase, mehrfacher Deutscher Meister im Badminton
- 1952, Alfred Gockel, Maler, Grafiker und Bildhauer
- 1954, 4. Juni, Jochem Gröning, Jurist und Richter am Bundesgerichtshof
- 1956, 26. Dezember, Thomas Althaus, Literaturwissenschaftler und Professor an der Universität Bremen
- 1957, 17. April, Wilm Weppelmann, Künstler
- 1957, 19. Mai, Ludger Schwienhorst-Schönberger, katholischer Theologe und Professor für Alttestamentliche Bibelwissenschaft in Wien
- 1960, 23. August, Theo Schneider, Fußballspieler und -trainer
- 1965, 18. Februar, Bettina Schausten, Journalistin und Moderatorin, besuchte das Gymnasium Canisianum
- 1970, 22. April, Nicole C. Karafyllis, Philosophin und Biologin, Professorin an der TU Braunschweig
- 1973, 28. Dezember, Jens Albert (bekannt als Der Wolf), Rapper und DJ
- 1973, 28. Dezember, Holger Blume, Leichtathlet
- 1973, 28. Dezember, Marc Blume, Leichtathlet
- 1974, Thomas Brakmann, Staatsarchivar
- 1985, 14. Februar, Karin Schnaase, Badmintonnationalspielerin
- 1986, 6. April, Wiebke Muhsal, Politikerin (AfD), Thüringer Landtagsabgeordnete 2014–19 und seit 2024
- 1987, 24. April, René Aust, Politiker (AfD), Thüringer Landtagsabgeordneter 2019–24, EU-Parlamentarier seit 2024
- 1989, 29. Juni, Jonas Ickerott, Volleyballspieler
- 1992, 28. September, Sina Fuchs, Volleyballspielerin
- 1996, 1. Juni, Felix Orthmann, Volleyballspieler
- 1998, 17. Januar, Amos Pieper, Fußballspieler
- 1998, 3. Oktober, Hanna Orthmann, Volleyballspielerin
- 2004, 20. Oktober, Nele Broszat, Volleyballspielerin

### Mit Lüdinghausen verbunden

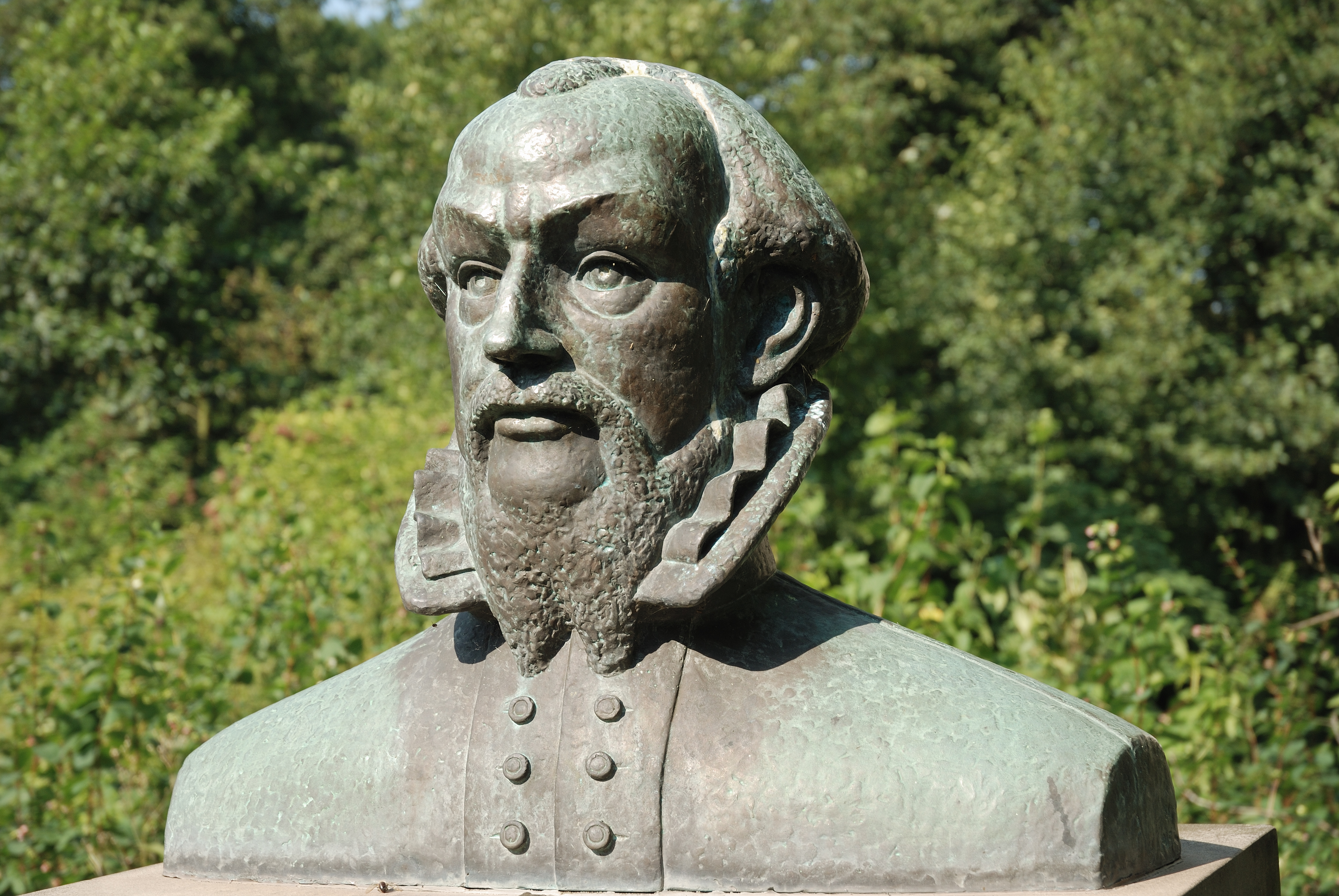
Domdechant Godfried von Raesfeld (1522–1586), Amtsherr zu Lüdinghausen 1568–1586

Mit Lüdinghausen in Verbindung stehende Persönlichkeiten. Auflistung chronologisch nach Geburtsdatum:
- Gottfried von Raesfeld (1522–1586), Domdechant zu Münster, seit 1559 Archidiakon zu Lüdinghausen und seit 1568 Amtsherr zu Lüdinghausen, Neugestalter von Burg Lüdinghausen, Stifter eines Armenhauses in Lüdinghausen
- Fabio Chigi (1599–1667), von 1639 bis 1651 päpstlicher Nuntius in Köln, nahm an den Verhandlungen zum westfälischen Frieden 1648 teil und machte in dieser Funktion auf den Durchreisen 1644 und 1649 Station in Lüdinghausen.
- Bernhard Hürfeld (1891–1966), im Konzentrationslager Dachau inhaftierter Pfarrer und Gründer des Gymnasiums Canisianum
- Alfons Lütkoff (1905–1987), Maler und Studienassessor in Lüdinghausen von 1934 bis 1938
- George Ștefănescu (1914–2007), Maler
- Erwin Josef Ender (1937–2022), Erzbischof und Apostolischer Nuntius in Deutschland
- Frantz Wittkamp (* 1943), Maler, Illustrator und Autor, lebt und wirkt in Lüdinghausen
- Annette Wittkamp-Fröhling (1946–2021), Bildhauerin, lebte und wirkte in Lüdinghausen
- Winfried Pinninghoff (* 1948), Ingenieur, Industriemanager, Professor und Unternehmer, lebt in Lüdinghausen und wirkt von hier aus
- Berthold Wald (* 1952), Philosoph, Professor und Hochschulrektor
- Philipp Stüer (* 1976), zweifacher Ruderweltmeister
- Dennis Sonne (* 1984), Politiker (Bündnis 90/Die Grünen), Landtagsabgeordneter